# Ship Island
Ship Island (anciennement île aux Vaisseaux), est une île barrière des États-Unis d'Amérique sur la Côte du Golfe au Mississippi faisant partie du Gulf Islands National Seashore.

## Géographie
Elle s'étend sur environ 12 km en prenant en compte la partie immergée, pour une largeur maximale de 700 m.[réf. nécessaire]
Depuis l'ouragan Camille en 1969, elle est coupée en deux (East Ship Island et West Ship Island). Sa superficie s'est encore réduite en 2005 avec l'ouragan Katrina.[réf. nécessaire]

## Histoire

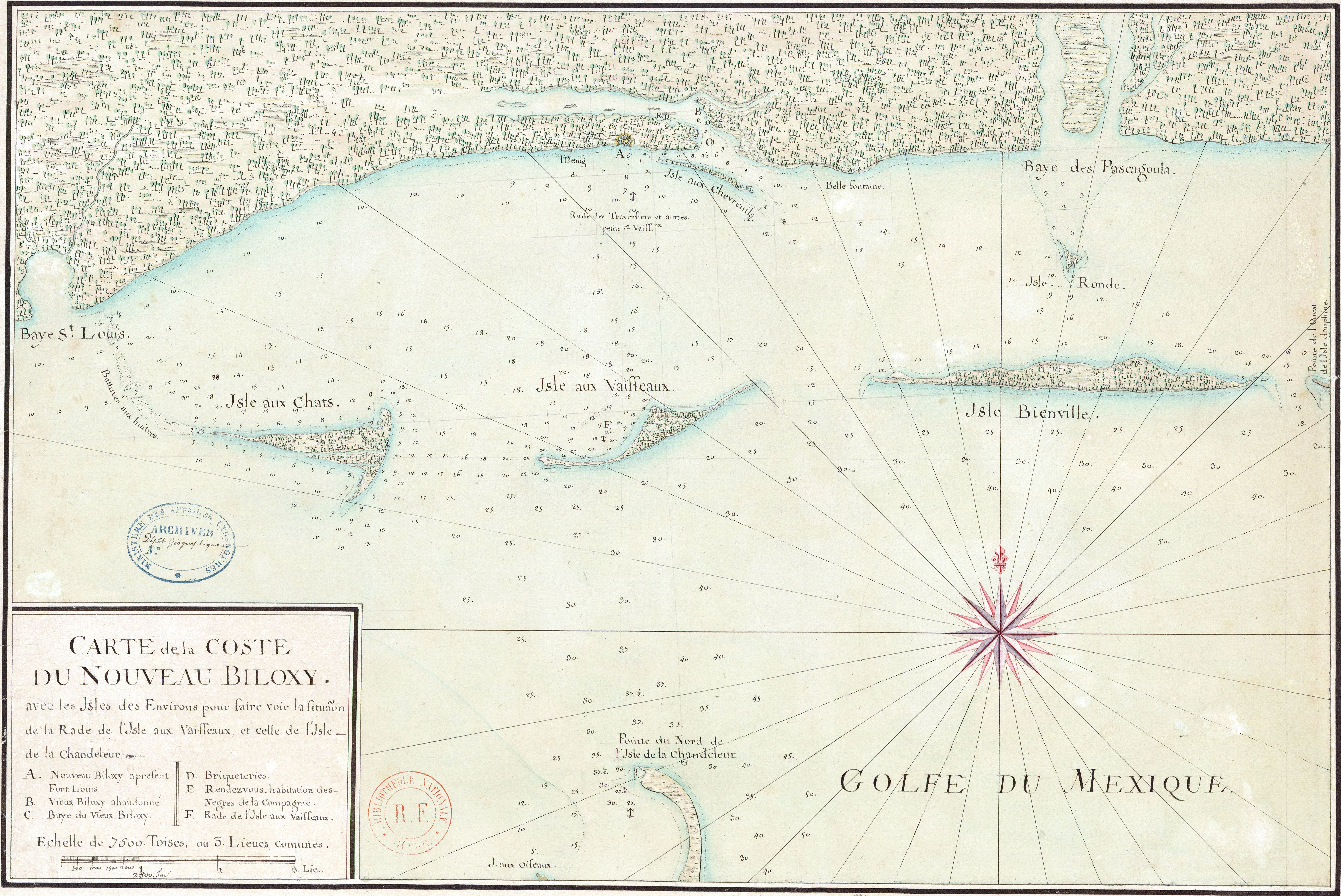
Carte de l'île aux Vaisseaux et des autres îles côtières à l'époque de la Louisiane française.

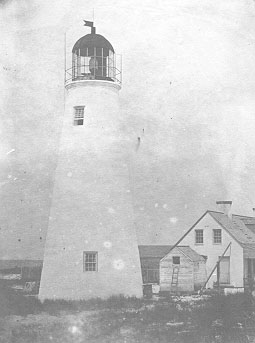
Le premier phare de l'île construit en 1853

Seul port en eau profonde entre la baie de Mobile et le fleuve Mississippi, elle a souvent servi de lieu d'ancrage pour les navires d'explorateurs, de colons, militaires ou de défense.
Pierre Le Moyne d'Iberville en dresse le plan le 16 février 1699 et l'utilise comme base d'opérations pour découvrir l'embouchure du Mississippi.
En 1702, elle est nommée "Île aux Vaisseaux" (en français) en raison de ses possibilités d'ancrage en eaux profondes. Après la création de La Nouvelle-Orléans en 1718, elle sert de port d'entrée principal pour les colons français venus s'établir en Louisiane française, de 1720 à 1724. Elle est donnée à la Grande-Bretagne par la France en 1763 à la fin de la guerre de Sept Ans. Vingt ans après en 1783, à la fin de la révolution américaine, elle devient une possession espagnole.
En 1810, les États-Unis la réclament dans le cadre de la vente de la Louisiane. Alexander Cochrane lors de la guerre anglo-américaine de 1812 ancre ses cinquante bâtiments de guerre et sept-mille-cinq-cents soldats, entre Ship Island et Cat Island en préparation de la bataille de La Nouvelle-Orléans. L'île est alors le point de départ des forces britanniques.
La marine américaine occupe l'île en 1849 pour lutter contre une possible invasion de Cuba et en 1853, un phare en briques et en mortier est construit. Elle passe définitivement dans les mains américaines en 1858. Le Congrès décide alors d'y construire des fortifications modernes. La construction du fort débute en 1859 et continue durant la guerre de Sécession. La structure inachevée est nommée fort Twiggs par les Confédérés en hommage au général David E. Twiggs puis devient une prison pour les prisonniers de guerre confédérés et la base du deuxième régiment des États-Unis (gardes autochtones de la Louisiane), dirigé par le colonel Nathan W. Daniels, composé de soldats afro-américains.
Le 9 juillet 1861, un échange de tirs de canons de vingt minutes entre les confédérés de fort Twiggs et le bateau à vapeur USS Massachusetts se produit. Les Confédérés abandonnent Ship Island et l'USS Massachusetts en prend possession en septembre 1861.

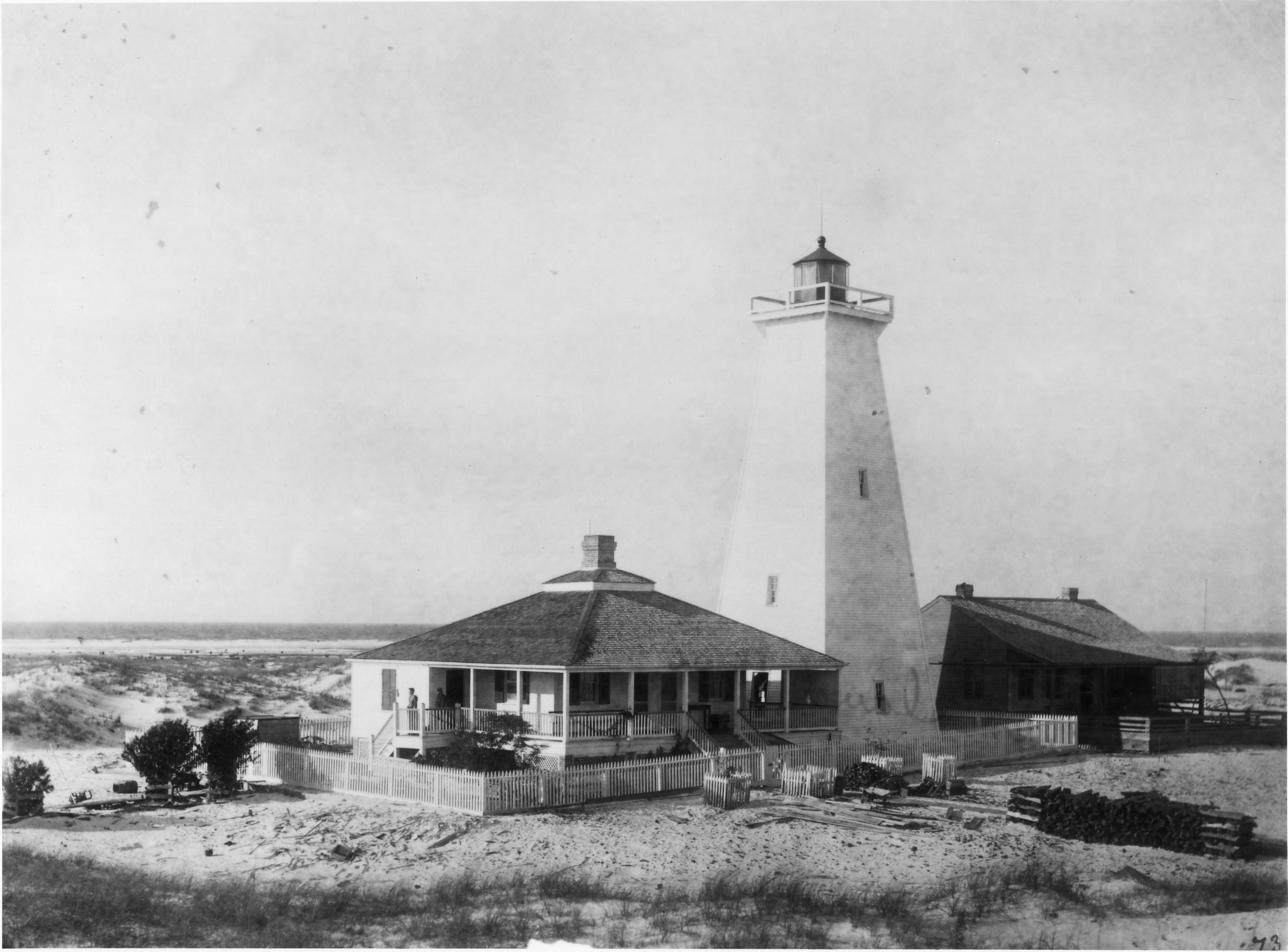
Le phare de 1886, détruit lors d'un incendie accidentel causé par des campeurs en 1972

Le fort est renommé fort Massachusetts (en) en 1862 et sa construction est interrompue en 1866. Elle n'a jamais été reprise.
En 1880, l'île devient une station de quarantaine. En 1886, un phare en bois est construit pour remplacer le phare en briques de 1853 qui avait été endommagé par les vagues. Le fort est fermé en 1903 ; la station de quarantaine est placée en réserve en 1916. 
Lors de la Seconde Guerre mondiale, l'île est utilisée par la patrouille anti-sous-marins de l'United States Coast Guard. En 1942, l'armée de l'air se sert de la station de quarantaine comme centre de loisirs militaire.
L'ouragan Camille coupe l'île en deux en 1969. Le passage entre est et ouest est connu sous le nom de Camille Cut. En 1972, le phare brûle dans un incendie causé par des campeurs. En 1998, l'ouragan Georges détruit une grande partie des plages d'East Ship Island. Cette île est pratiquement entièrement submergée à la suite de l'ouragan Katrina en août 2005. Les équipements balnéaires de West Ship Island sont aussi dévastés. 
En 2008, l'ouragan Gustav suivi de l'ouragan Ike font entièrement disparaitre la partie est de l'île.
Les infrastructures touristiques sont en partie rétablies en 2009 et les parties de fort Massachusetts endommagées lors de l'ouragan Katrina sont réparées.
En juin 2010, après l'explosion de la plate-forme pétrolière Deepwater Horizon, l'île est encerclée de barrages de confinement (Boom (containment) (en)) pour la protéger de la pollution. Ce qui n'empêche pas la pollution d'atteindre ses plages, ainsi que celles de l'ensemble de la Gulf Islands National Seashore.

## Galerie

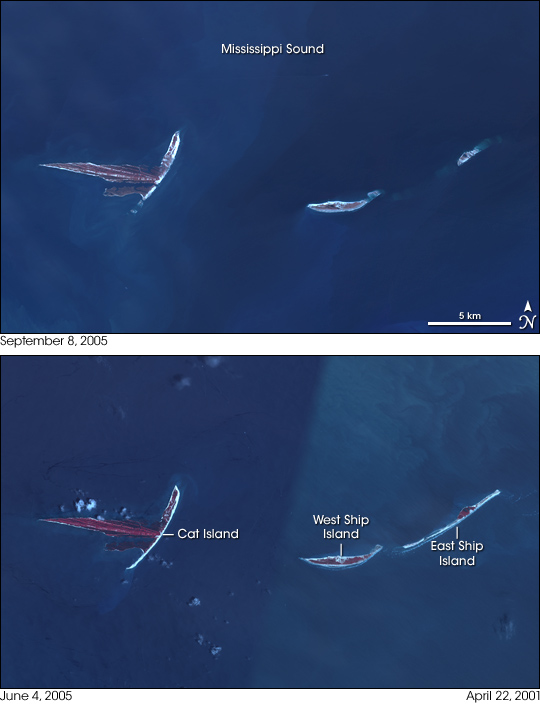
Ship Island (à droite) en avril 2001 et septembre 2005, avant et après l'ouragan Katrina.
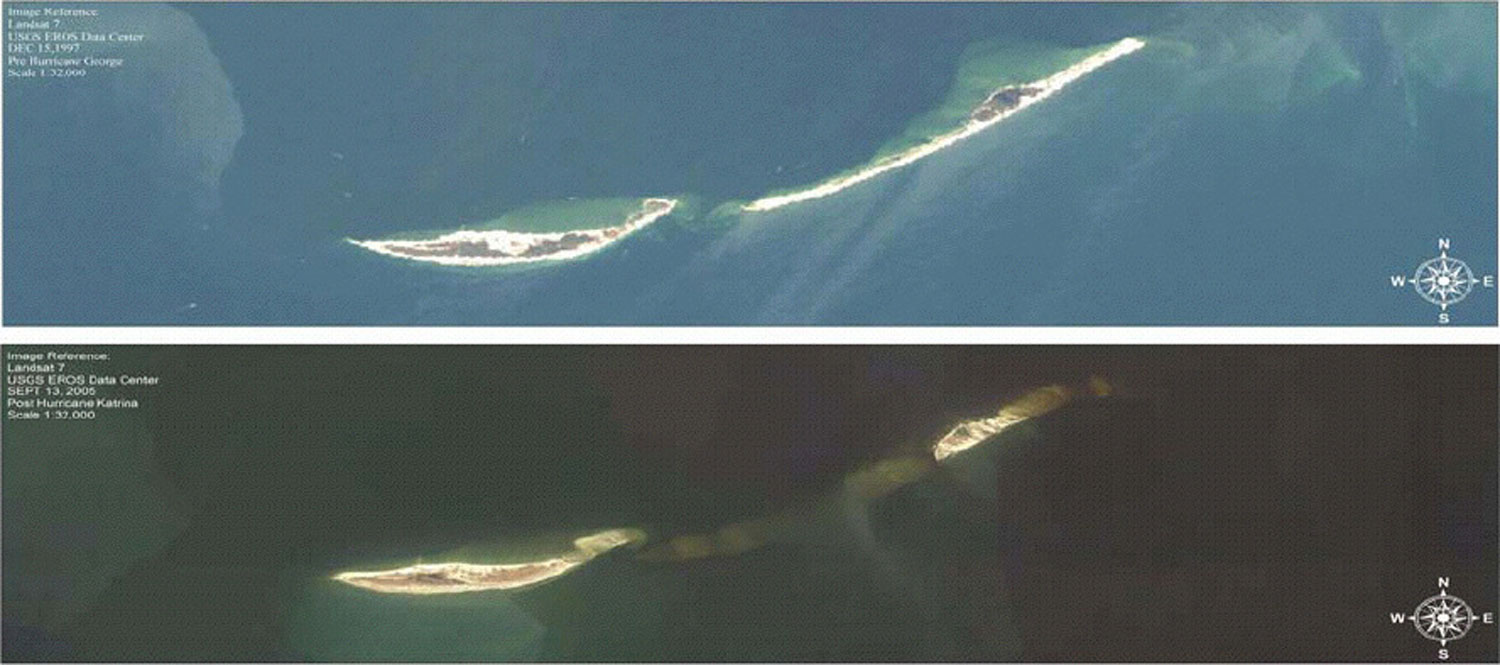
Ship Island avant et après l'ouragan Katrina.
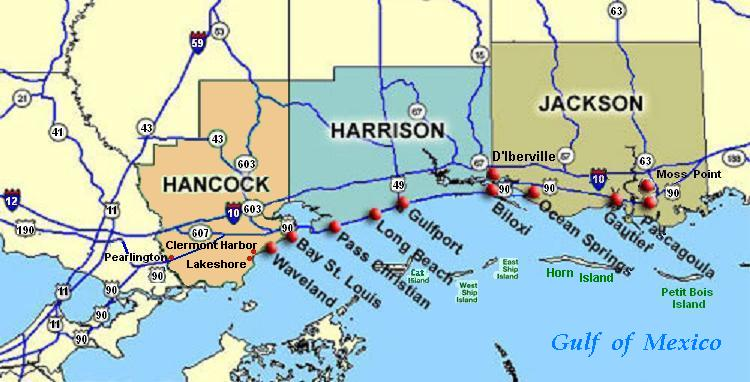
Localisation.
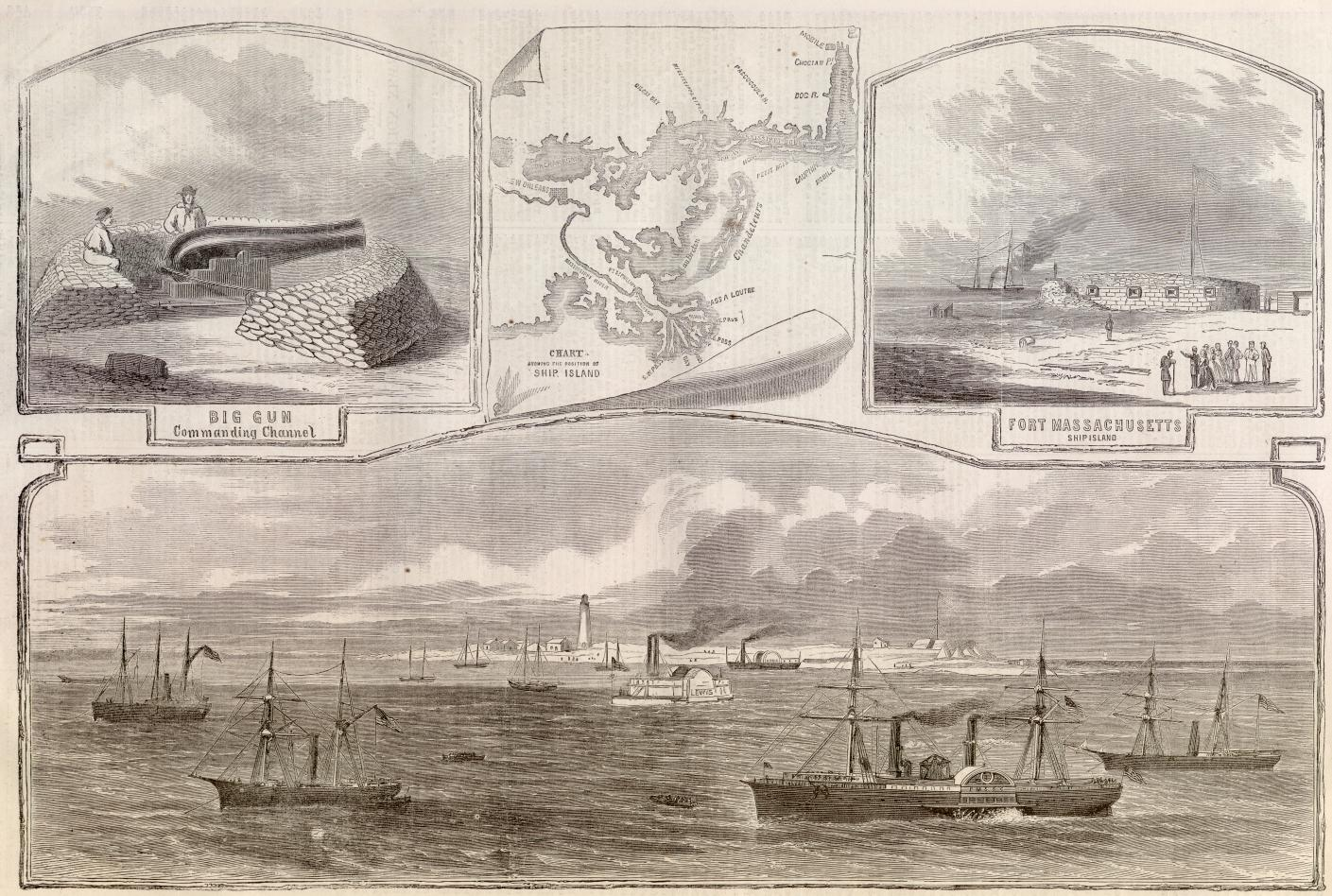
Article du Harper's Weekly du 4 janvier 1862 illustrant Ship Island et fort Massachusetts.

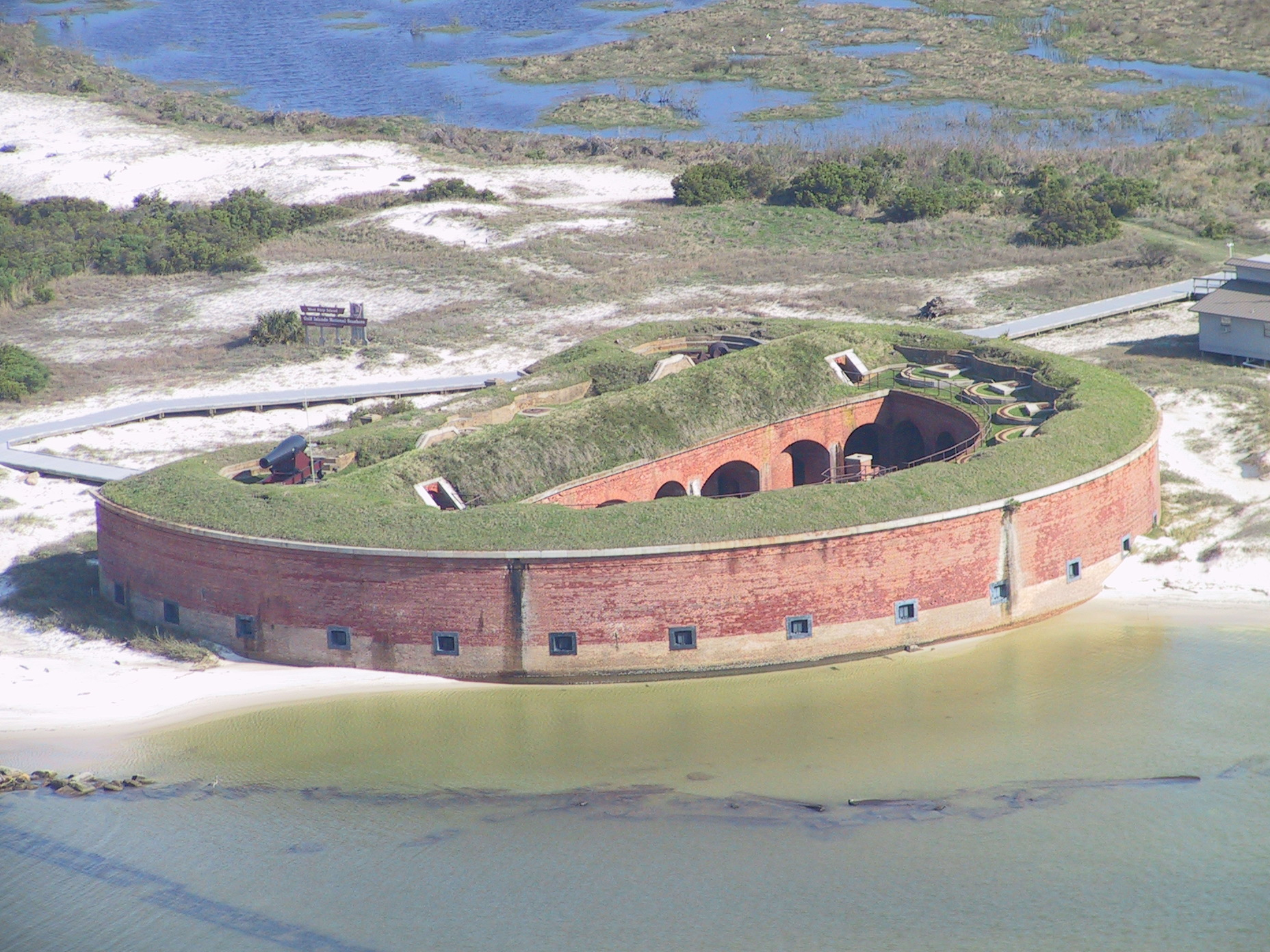
Fort Massachusetts.
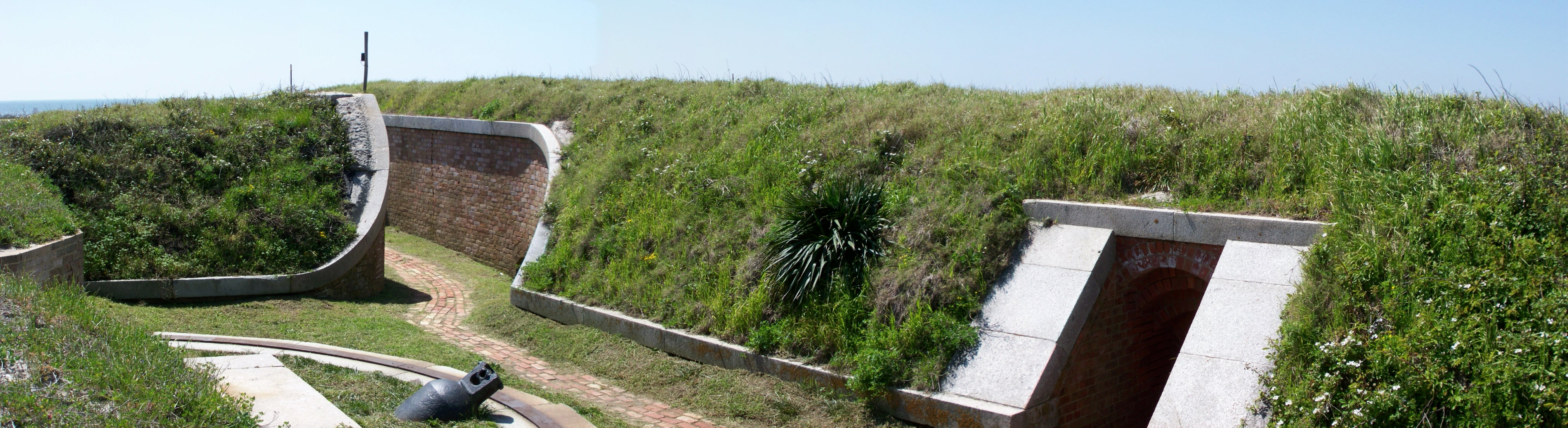
Fort Massachusetts.
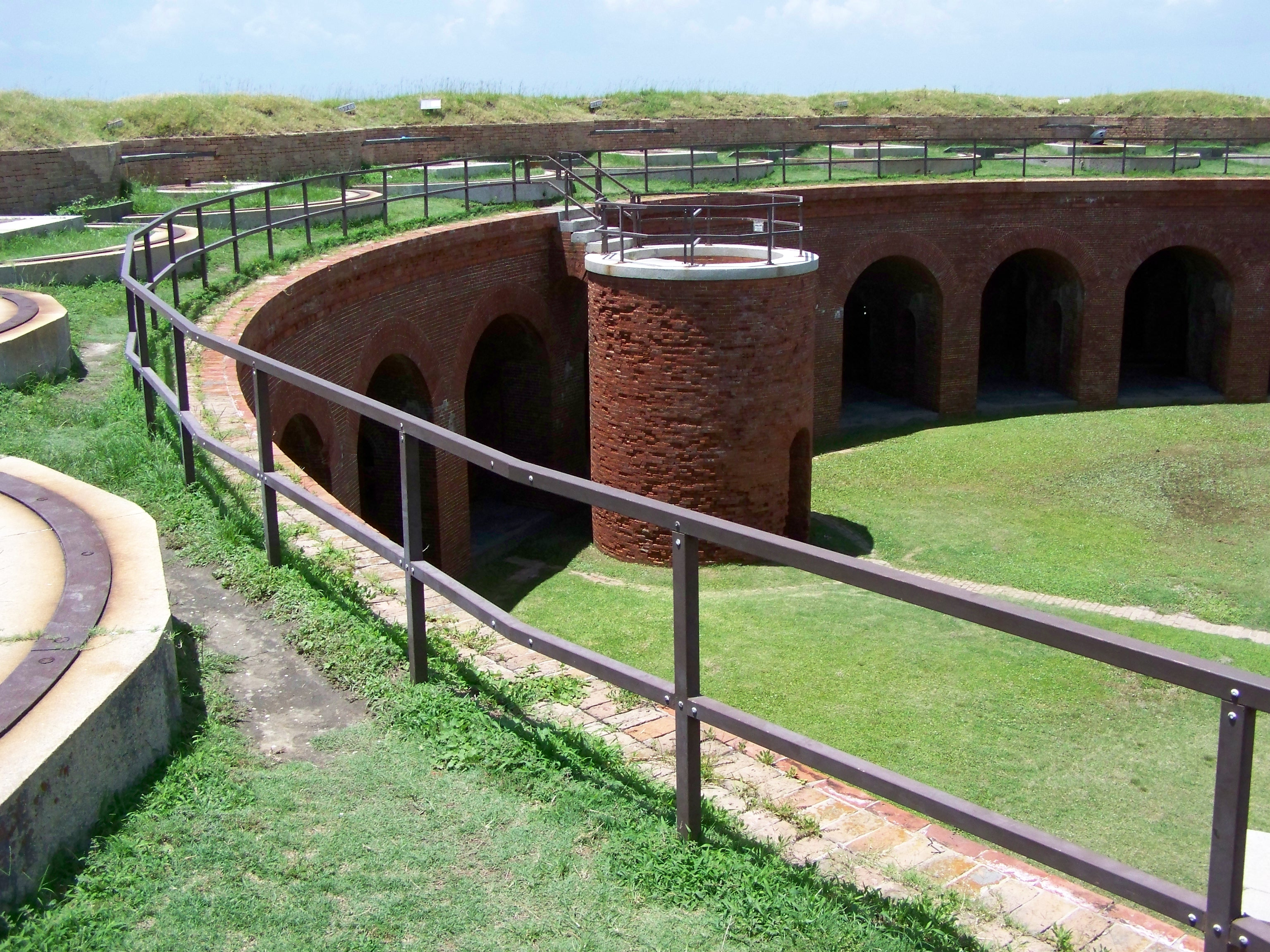
Fort Massachusetts.
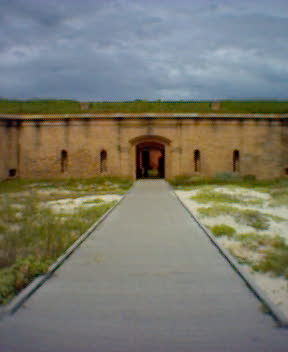
Entrée de Fort Massachusetts.